# Pico del Infierno (Palencia)
El Pico del Infierno es una montaña de la cordillera Cantábrica enclavada en el macizo de Fuentes Carrionas (Montaña Palentina, España). Mide 2537 metros de altitud y pertenece al término municipal de Cervera de Pisuerga.
Su altitud la convierte en la máxima elevación de la provincia de Palencia, dato desconocido para muchos montañeros. Por otro lado, hay también quienes sitúan el pico Curavacas como techo de Palencia debido a la escasa prominencia del Pico del Infierno (20 metros). Quienes sostienen esta afirmación alegan que, según los criterios de la UIAA, una montaña con tan escasa prominencia no adquiere la catalogación de montaña.

## Toponimia
Al situarse muy cerca de Peña Prieta, el Pico del Infierno es conocido también como Peña Prieta sur. De hecho, ambas montañas se ubican en el mismo cordal montañoso, aunque teniendo en cuenta que la cima de Peña Prieta pertenece a Cantabria y el Pico del Infierno a Palencia.

## Rutas de acceso

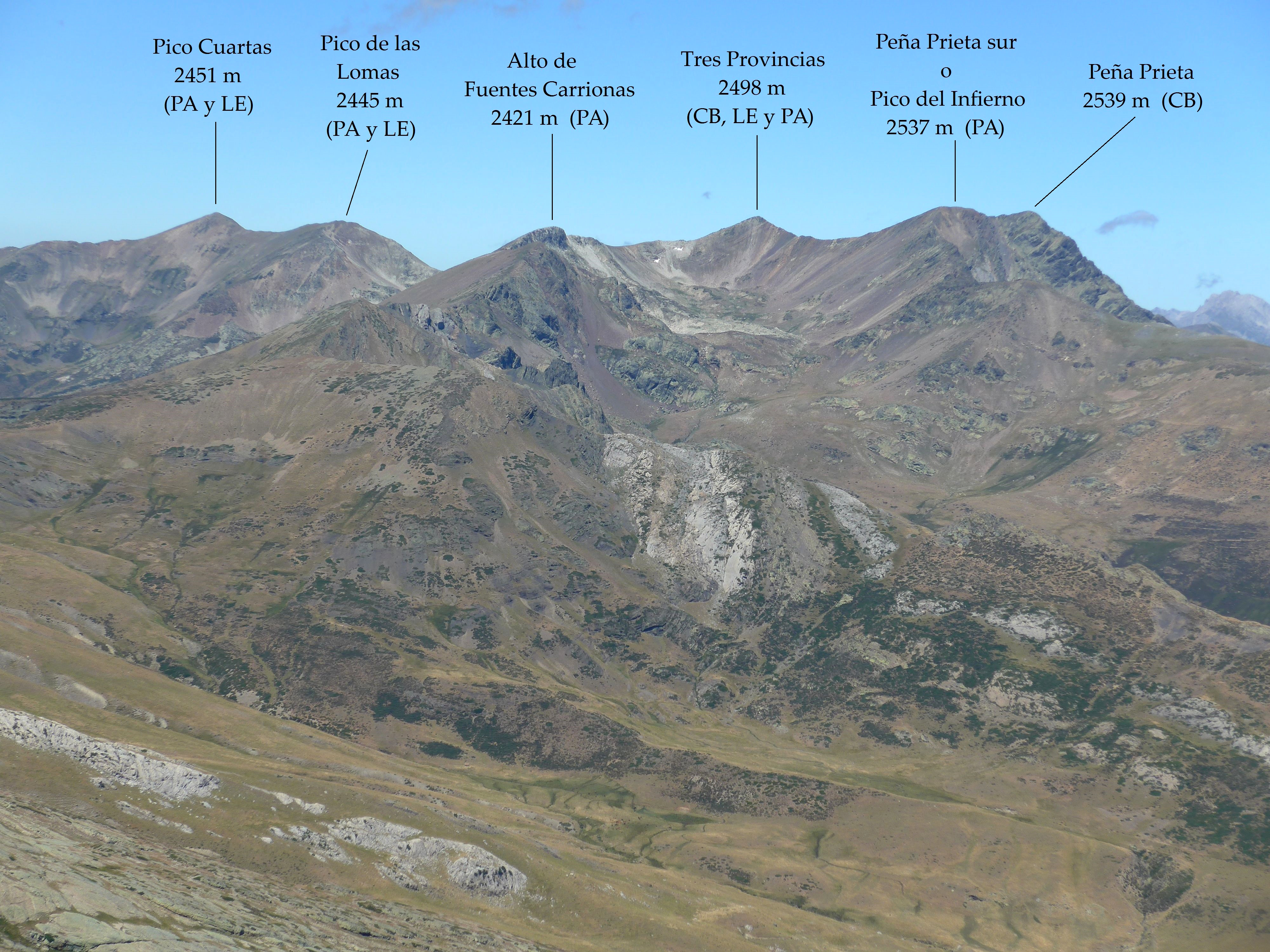
Pico del Infierno y Peña Prieta. Imagen tomada desde el Curavacas.

Son varias las rutas de montañismo que conducen al Pico del Infierno.
Desde Palencia y León: ya sea partiendo de Cardaño de Arriba (Palencia) o de Llánaves de la Reina (León), se asciende hasta el Pico Tres Provincias y desde esta elevación se continúa en dirección este hacia el Pico del Infierno.
Desde Cantabria: partiendo del puerto de San Glorio, se corona Peña Prieta y luego se avanza en dirección sur hasta el Pico del Infierno. La distancia que separa ambas cimas no llega a doscientos metros. También se puede coronar primero el Tres Provincias antes de hacer cumbre en los otros dos picos.